# Марль (кантон)
Марль (фр. Marle) — кантон во Франции, находится в регионе О-де-Франс, департамент Эна. Расположен  на территории двух округов: двадцать три коммуны входят в состав округа Вервен, сорок две — в состав округа Лан.

## История
До 2015 года в состав кантона входили коммуны Аньикур-э-Сешель, Бомон-сюр-Сер, Вель-э-Комон, Вуайен, Гранлю-э-Фе, Кюирьё, Ла-Нёвиль-Бомон, Марль, Марси-су-Марль, Монсо-ле-Вааст, Монтиньи-ле-Фран, Монтиньи-су-Марль, Отреманкур, Пьерпон, Сен-Пьермон, Сийи, Сонз-э-Роншер, Таво-э-Понсерикур, Тули-э-Атанкур, Тьерню, Фруамон-Коартий, Шатийон-ле-Сон и Эрлон.
В результате реформы 2015 года состав кантона был изменен. В него вошли упраздненные кантоны Креси-сюр-Сер и Сен-Ришомон.

## Состав кантона с 22 марта 2015 года
В состав кантона входят коммуны (население по данным Национального института статистики за 2018 г.):
- Аньикур-э-Сешель — население 180 чел.
- Асси-сюр-Сер — население 218 чел.
- Барантон-Бюньи — население 560 чел.
- Барантон-Сель — население 111 чел.
- Барантон-сюр-Сер — население 133 чел.
- Берланкур — население 96 чел.
- Бомон-сюр-Сер — население 192 чел.
- Буа-ле-Парньи — население 199 чел.
- Вель-э-Комон — население 234 чел.
- Вернёй-сюр-Сер — население 258 чел.
- Воари — население 74 чел.
- Вуайен — население 318 чел.
- Вульпе — население 366 чел.
- Вьеж-Фати — население 193 чел.
- Гранлю-э-Фе — население 294 чел.
- Дерси — население 391 чел.
- Колонфе — население 77 чел.
- Креси-сюр-Сер — население 1 500 чел.
- Куврон-э-Оманкур — население 937 чел.
- Кюирьё — население 156 чел.
- Ла-Валле-о-Бле — население 366 чел.
- Ла-Нёвиль-Бомон — население 187 чел.
- Ла-Нёвиль-Уссе — население 67 чел.
- Ландифе-э-Бертеньмон — население 263 чел.
- Ле-Сур — население 169 чел.
- Лез-Эри-ла-Вьевиль — население 220 чел.
- Леме — население 424 чел.
- Люньи — население 119 чел.
- Марль — население 2 252 чел.
- Марси-су-Марль — население 196 чел.
- Марфонтен — население 87 чел.
- Мебрекур-Ришкур — население 309 чел.
- Монсо-ле-Вааст — население 224 чел.
- Монсо-ле-Нёф-э-Фокузи — население 321 чел.
- Монтиньи-ле-Фран — население 139 чел.
- Монтиньи-су-Марль — население 66 чел.
- Монтиньи-сюр-Креси — население 302 чел.
- Мортье — население 181 чел.
- Нувьон-ле-Конт — население 247 чел.
- Нувьон-э-Катийон — население 467 чел.
- Отреманкур — население 171 чел.
- Парньи-ле-Буа — население 134 чел.
- Пьерпон — население 355 чел.
- Пуйи-сюр-Сер — население 505 чел.
- Пюизьё-э-Кланльё — население 300 чел.
- Реми — население 236 чел.
- Роньи — население 108 чел.
- Ружри — население 247 чел.
- Сен-Гобер — население 273 чел.
- Сен-Пьер-ле-Франкевиль — население 50 чел.
- Сен-Пьермон — население 42 чел.
- Сен-Ришомон — население 1 050 чел.
- Сийи — население 188 чел.
- Сонз-э-Роншер — население 230 чел.
- Таво-э-Понсерикур — население 560 чел.
- Тули-э-Атанкур — население 124 чел.
- Тьерню — население 104 чел.
- Уссе — население 155 чел.
- Франквиль — население 113 чел.
- Фруамон-Коартий — население 257 чел.
- Шаландри — население 256 чел.
- Шери-ле-Пуйи — население 715 чел.
- Шатийон-ле-Сон — население 83 чел.
- Шевен — население 121 чел.
- Эрлон — население 285 чел.

## Политика
На президентских выборах 2022 г. жители кантона отдали в 1-м туре Марин Ле Пен 46,0 % голосов против 19,4 % у Эмманюэля Макрона и 12,1 % у Жана-Люка Меланшона; во 2-м туре в кантоне победила Ле Пен, получившая 67,0 % голосов. (2017 год. 1 тур: Марин Ле Пен – 40,6 %, Франсуа Фийон – 16,6 %, Эмманюэль Макрон – 15,9 %, Жан-Люк Меланшон – 14,5 %; 2 тур: Ле Пен – 60,0 %. 2012 год. 1 тур: Франсуа Олланд — 30,3 %, Марин Ле Пен — 27,0 %, Николя Саркози — 22,9 %; 2 тур: Олланд — 56,8 %).
С 2015 года кантон в Совете департамента Эна представляют бывший мэр коммуны Креси-сюр-Сер, сенатор Пьер-Жан Верзелен (Pierre-Jean Verzelen) (Республиканцы) и бывший член совета коммуны Сен-Ришомон, член Совета региона О-де-Франс Изабель Иттеле (Isabelle Ittelet) (Союз демократов и независимых).
|                | Кандидаты                        | Партия                   | Первый тур | Первый тур |
| Кол-во голосов | Кандидаты                        | Партия                   | % голосов  |            |
| -------------- | -------------------------------- | ------------------------ | ---------- | ---------- |
|                | Пьер-Жан Верзелен Изабель Иттеле | Правый блок              | 3 962      | 63,43      |
|                | Эрве Бернардо Лола Пюиссан       | Национальное объединение | 2 284      | 36,57      |

|                | Кандидаты                        | Партия             | Первый тур | Первый тур     | Второй тур | Второй тур |
| Кол-во голосов | Кандидаты                        | Партия             | % голосов  | Кол-во голосов | % голосов  |            |
| -------------- | -------------------------------- | ------------------ | ---------- | -------------- | ---------- | ---------- |
|                | Пьер-Жан Верзелен Изабель Иттеле | Правый блок        | 3 288      | 37,62          | 4 915      | 61,57      |
|                | Ромен Дюман Мари-Жан Парфе       | Национальный фронт | 2 775      | 31,75          | 3 068      | 38,43      |
|                | Ив Додиньи Кристель Поэт         | Левый блок         | 2 677      | 30,63          |            |            |

|  | Кандидат         | Партия                  | % голосов |
|  | ---------------- | ----------------------- | --------- |
|  | Ив Додиньи       | Социалистическая партия | 55,13     |
|  | Северин Пальвадо | Национальный фронт      | 27,19     |
|  | Патрик Бесс      | Коммунистическая партия | 17,69     |

|  | Кандидат         | Партия                    | % голосов |
|  | ---------------- | ------------------------- | --------- |
|  | Ив Додиньи       | Социалистическая партия   | 59,14     |
|  | Франсис Меннесье | Союз за народное движение | 15,29     |
|  | Ален Пальвадо    | Национальный фронт        | 12,12     |
|  | Патрик Бесс      | Коммунистическая партия   | 9,49      |
|  | Лор Ожье         | Крайне левые              | 3,97      |